# Antispastis clarkei
Antispastis clarkei är en fjärilsart som beskrevs av José A. Pastrana 1952. Antispastis clarkei ingår i släktet Antispastis och familjen Plutellidae. Inga underarter finns listade i Catalogue of Life.